# Cleistocactus morawetzianus
Cleistocactus morawetzianus es una especie de planta suculenta perteneciente al género Cleistocactus, dentro de la familia Cactaceae. Es endémica de Perú.

## Descripción

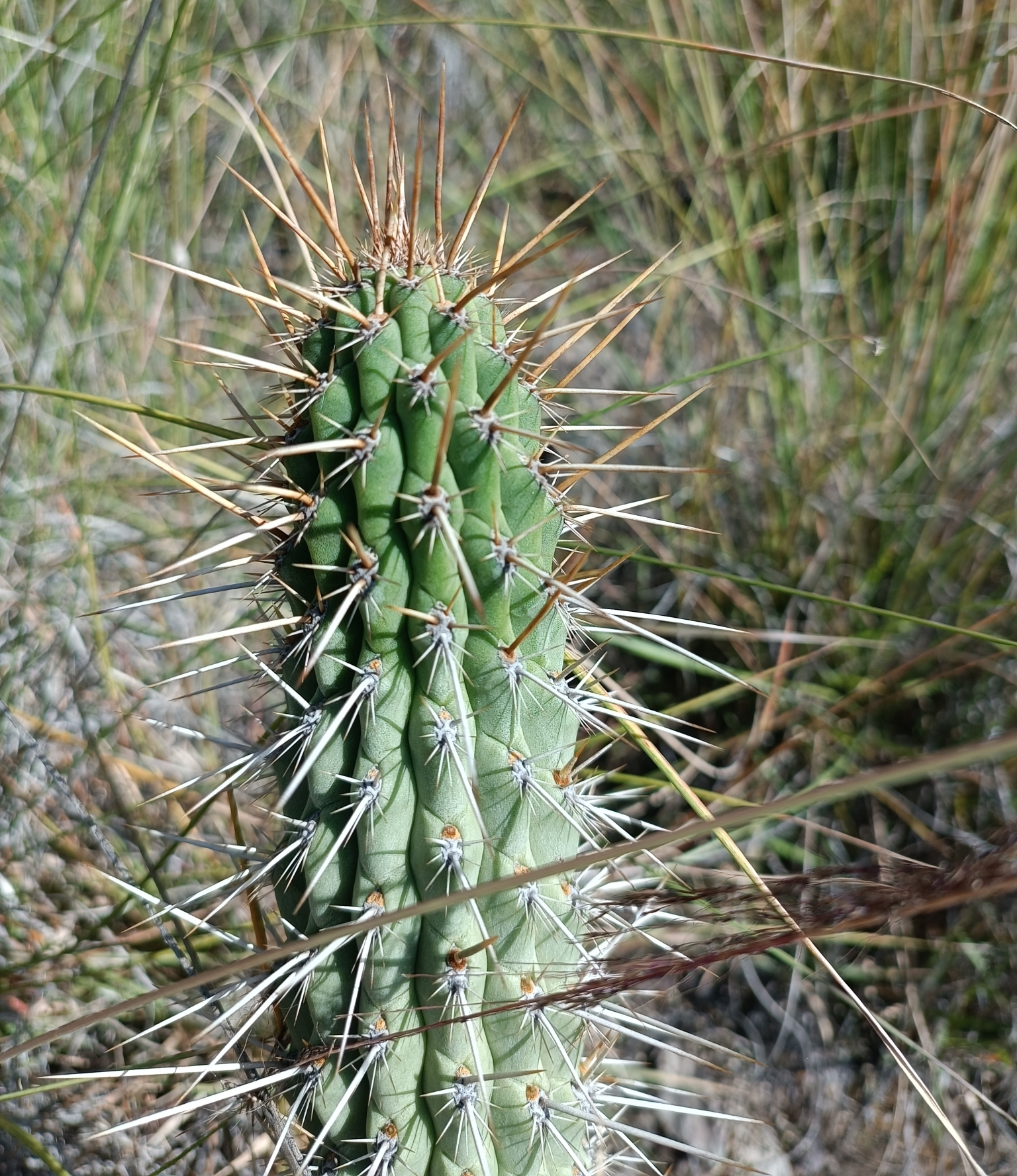
Detalle del tallo

Cleistocactus morawetzianus es una especie de cactus que crece de forma arbustiva a casi arbórea, con tallos de color verde grisáceo muy ramificados. Alcanza alturas de hasta 2 m y diámetros de hasta 5 cm.      
Presenta de 12 a 16 costillas estriadas transversalmente, sobre las que se asientan areolas separadas unas de otras hasta 1 cm. Las espinas están engrosadas en la base, y aunque son inicialmente de color amarillo dorado, con el tiempo se vuelven grisáceas con la punta más oscura. Entre ellas se distinguen 3 espinas subcentrales de hasta 5 cm de largo, y hasta 14 espinas radiales de hasta 1,5 cm de largo.     
Las flores son de forma tubular, erectas, rectas o ligeramente curvadas por encima del pericarpelo y dirigidas hacia abajo. Son blancas o tienen un tono verdoso claro o algo rosado y miden hasta 5,5 cm de largo, con un diámetro de 0,9 cm. Las brácteas están extendidas, y al igual que la mayoría de las especies del género, las flores apenas se abren y el estilo sobresale mucho más allá de la flor. Los frutos son esféricos y de color verde amarillento.

## Distribución y hábitat
El área de distribución nativa de esta especie es Perú (concretamente en las regiones peruanas de Junín, Huancavelica, Ayacucho y Apurímac) y crece principalmente en biomas desérticos o de matorrales secos, a altitudes de 2.000 a 2.500 metros.

## Taxonomía
Cleistocactus morawetzianus fue descrita por el botánico alemán Curt Backeberg y publicada por primera vez en la revista científica Jahrbuch der Deutschen Kakteen-Gesellschaft 1: 77 en el año 1936.
Etimología
- Cleistocactus: nombre genérico que deriva de la combinación de la palabra griega kleistos (que significa 'cerrado'), y cactus (término latino que alude a las plantas del género Cactaceae), haciendo referencias a que son cactus con flores cerradas, ya que en algunas especies apenas se abren y parecen estar cerradas.[4]
- morawetzianus: epíteto específico otorgado en honor a Victor Morawetz de Nueva York, un mecenas de Curt Backeberg. [5]

## Estado de conservación
En la Lista Roja de Especies Amenazadas de la UICN, la especie está clasificada como de “Datos Insuficientes (DD)”.

## Usos
Se cultiva principalmente como planta ornamental y su propagación se realiza a través de esquejes o semillas.

## Galería

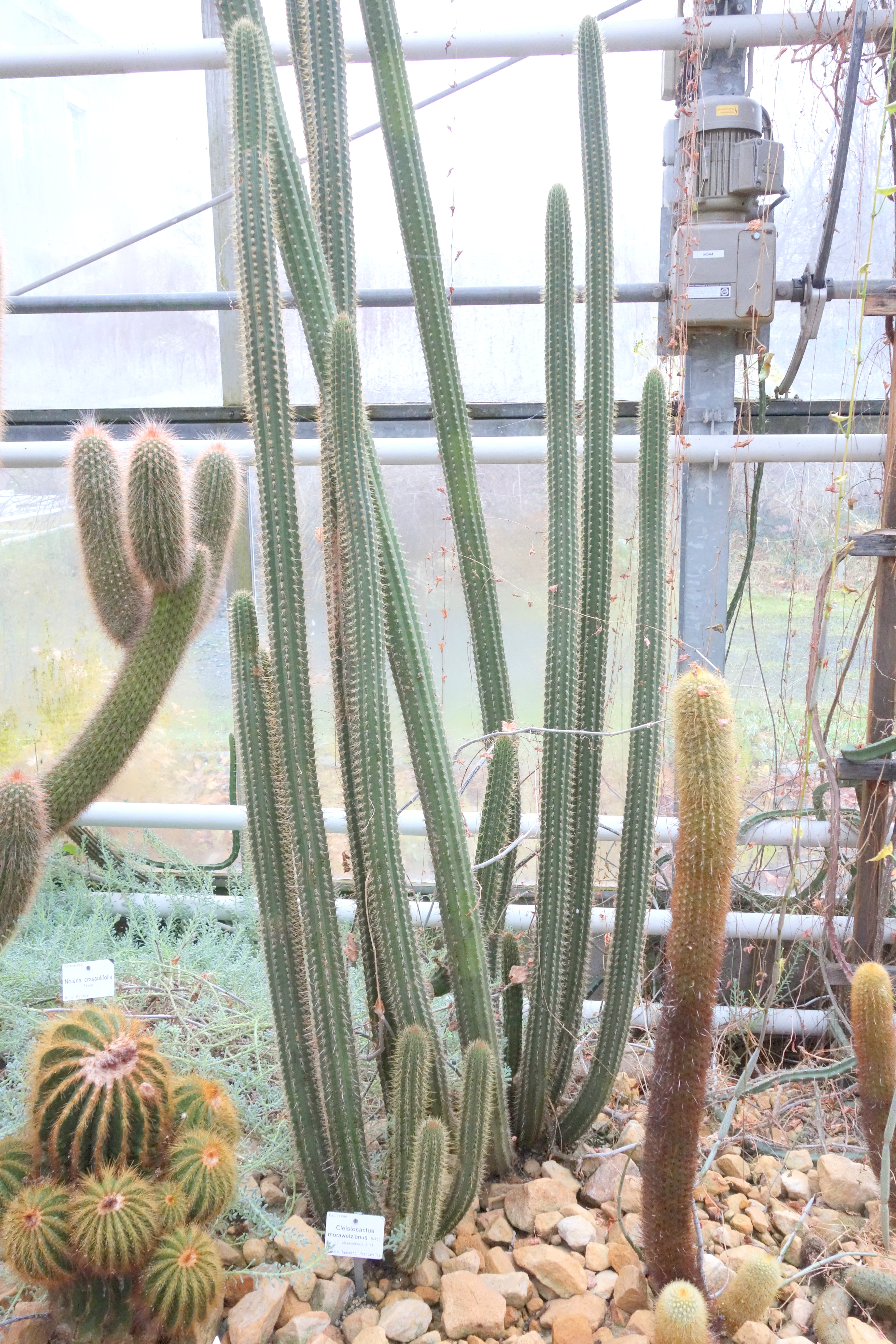
Planta en el jardín botánico de Dresde (Alemania)
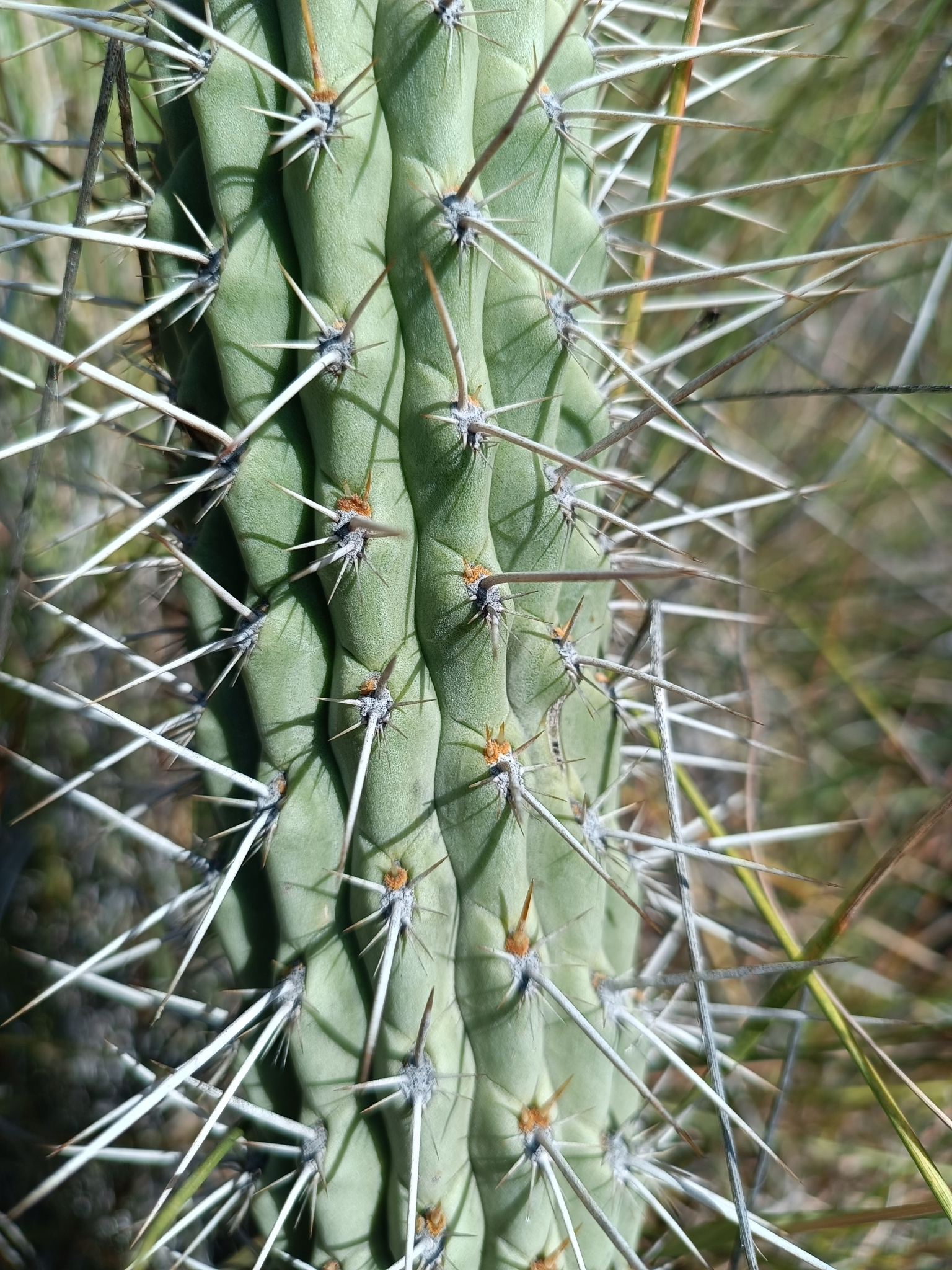
Detalle de las espinas
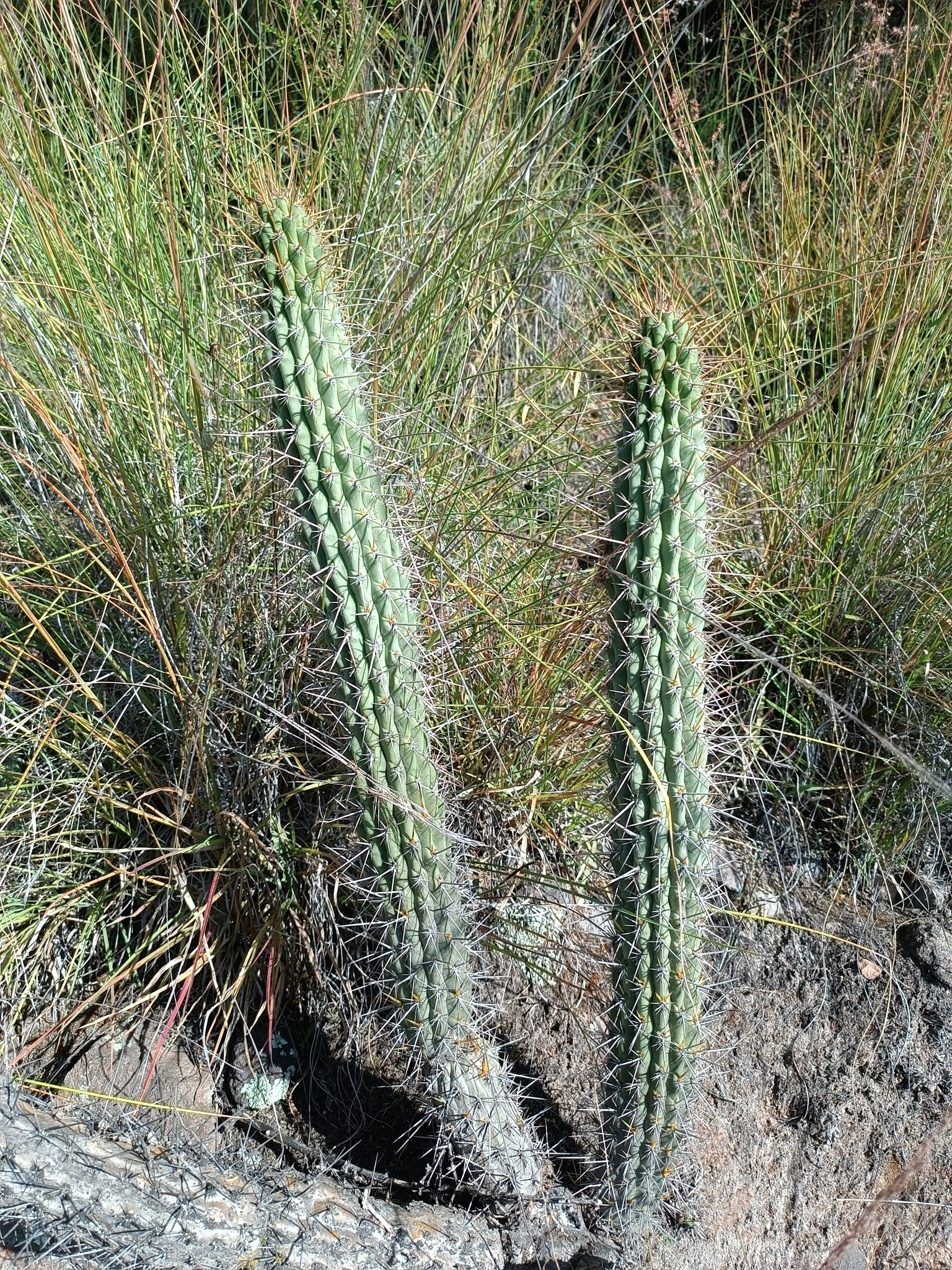
Planta en su hábitat
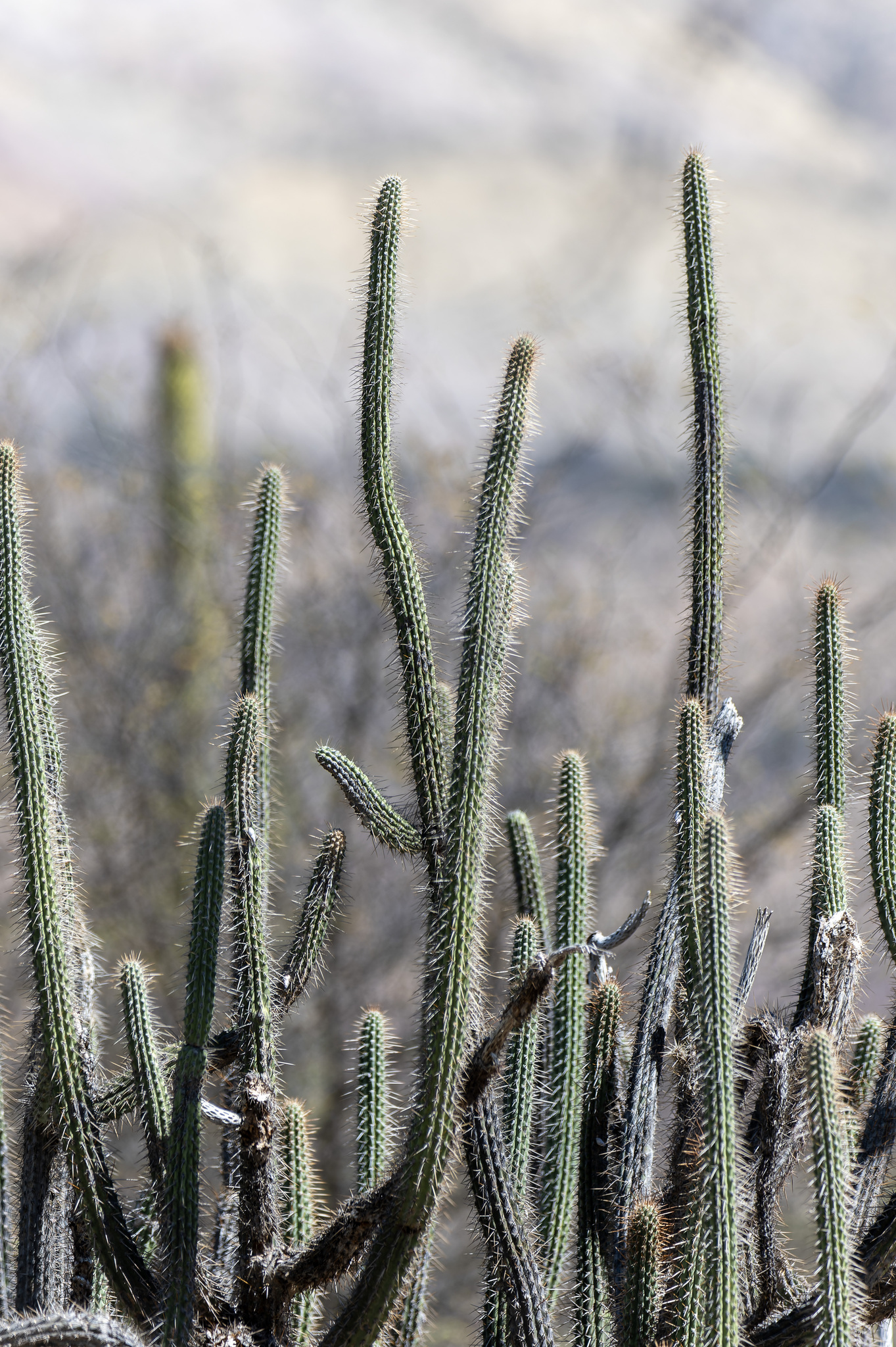
Porte de la planta
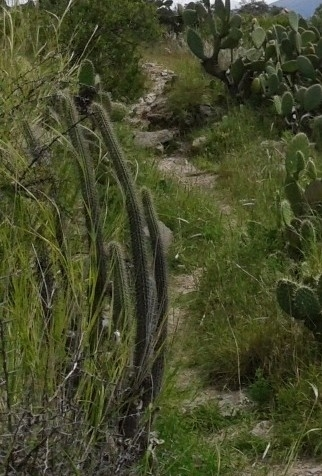
Planta en su hábitat